# Antiphonarium Benchorense
El Antiphonarium Benchorense va ser un antic manuscrit llatí, suposadament escrit en l'Abadia de Bangor, en el territori que en l'actualitat és la Irlanda del Nord.
El còdex, trobat per Muratori en la Biblioteca Ambrosiana de Milà i denominat per ell com «Antifonari de Bangor» («Antiphonarium Benchorense»), va ser portat a Milà des de l'Abadia de Bobbio, juntament amb molts altres llibres, pel cardenal Federico Borromeo quan ell va fundar la Biblioteca Ambrosiana el 1609.